# Tortuga grega
La tortuga grega o tortuga mora (Testudo graeca) és una de les cinc espècies de tortuga classificades tradicionalment dins el gènere Testudo, juntament amb espècies properes com la tortuga marginada (T. marginata), la tortuga mediterrània (T. hermanni) o la tortuga de Horsfield (T. horsfieldii). Se'n coneixen disset subespècies. Del gènere Testudo és la de més àmplia distribució, present en tres continents, Europa, Àfrica i Àsia. Es distingeix de les altres espècies del gènere Testudo per tenir al darrere de cada cuixa un gran esperó còrnic.

## Registre fòssil
El registre fòssil trobat al nord d'Àfrica comprèn edats d'entre 30.000 i 150.000 anys, cosa que fa suposar que la tortuga grega es va estendre des d'allà fins a la resta de territoris que ocupa actualment. Degut a la seva àmplia distribució s'han descrit diverses subspècies, i fins i tot pot ser que moltes d'elles obtinguin el reconeixement d'espècie pròpia.

## Distribució geogràfica

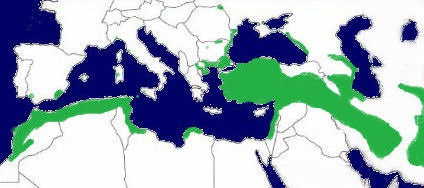
Distribució de la tortuga grega.

Espècie paleàrtica occidental, a Europa és present a les següents regions: Itàlia, Grècia oriental, Espanya, Turquia europea, en algunes illes del mar Mediterrani i al llarg de la costa búlgara i romanesa del mar Negre.
A l'Àsia és molt comuna a Turquia, Àsia Menor, Síria, Líban, Israel, Jordània, Caucas, Iran i fins al Pakistan.
A l'Àfrica del Nord es distribueix per Marroc, Algèria, Tunísia i Líbia.

## Taxonomia
Etimologia

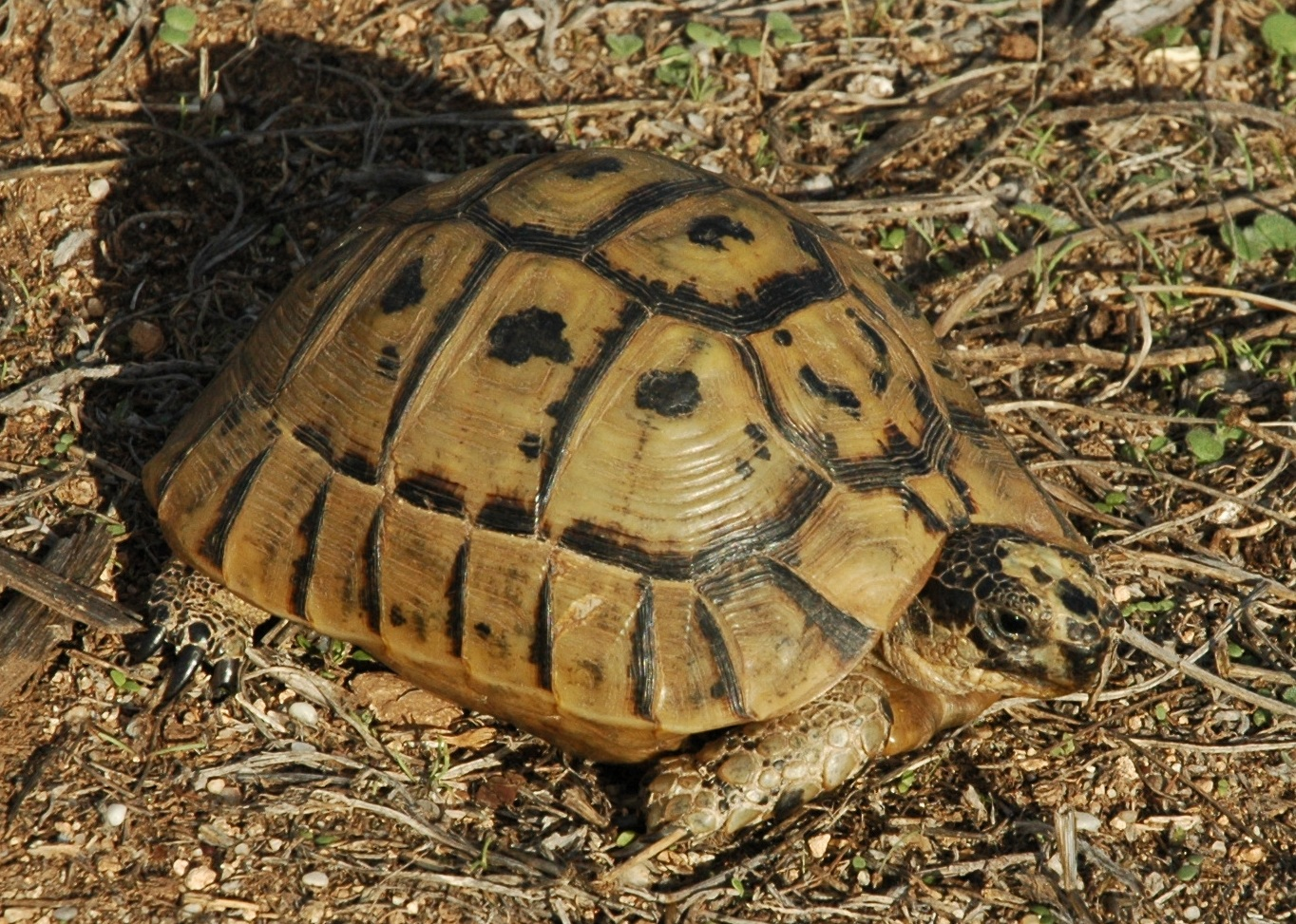
T. graeca nabeulensis de Sardenya

Testudo graeca fou identificada per primera vegada pel botànic suec Carolus Linnaeus el 1758; el nom no prové del seu origen, ja que no és gaire comuna a Grècia, sinó perquè els dibuixos de la seva closca li recordava els mosaics grecs. Per això per a molts científics és més correcte denominar-la tortuga mora, de l'antiga província romana de Mauritània, ja que és al nord d'Àfrica on té les majors poblacions i on hi ha més registre fòssil de l'espècie. Testudo graeca és l'única espècie del gènere Testudo que es distribueix per tres continents, Europa, Àfrica i Àsia. Per aquesta tant àmplia distribució s'han identificat moltes subespècies diferents, que segons alguns científics serien espècies diferents. Les principals subespècies reconegudes són les següents:
Subespècies
- T. graeca graeca (Linnaeus, 1758)

-Distribució: Marroc, Algèria i sud d'Espanya. Viu en un hàbitat semiàrid.
-Descripció: Més petita i més fràgil que T. graeca ibera amb un màxim de 18 cm (mascles 13cm, femelles 18cm), té els ulls saltons com els de les granotes, cap i potes de color groc amb taques negres. Es distingeix per tenir la primera placa vertebral arrodonida.
- T. graeca ibera (Pallas, 1814), sin. T. graeca buxtoni (Boulenger, 1920)

-Distribució: Turquia, nord-est de Grècia, Bulgària i Romania. Ibera es refereix a una localitat de Turquia i no a la península Ibèrica. Viu en planures seques i en turons amb boscatge.
-Descripció: Molt més gran i més resistent que T. graeca graeca, pot arribar als 30 cm (mascles 18cm, femelles 25-30cm), té els ulls més plans com els de les serps, cap i potes de color marró fosc o negre. Es distingeix per tenir la primera placa vertebral amb línies rectes. La Testudo ibera fou identificada com a espècie en si el 1814 pel naturalista alemany Peter Simon Pallas, però el 1946 l'herpetòleg alemany Robert Mertens la va declarar subespècie de T. graeca, i actualment és motiu d'intensa polèmica entre els taxonomistes.
- T. graeca nabeulensis (Highfield, 1990))

-Distribució: Tunísia, Líbia i sud de Sardenya.
-Descripció: Molt petita, mascles 13 cm, femelles 16 cm, té la closca en forma de petxina i de color sorra amb taques negres variables. La pell és de color sorra amb taques negres.
- T. graeca whitei (Bennett, 1836), sin. Furculachelys whitei (Highfield & Martín, 1989)

-Distribució: Algèria.
-Descripció: Més gran que T. graeca graeca, pot arribar als 28-30cm, té la closca més allargada i el marge posterior allargat com el de la tortuga marginada. Pon entre 12 i 14 ous.
- T. graeca anamurensis (Weissinger, 1987)

-Distribució: Sud-oest de Turquia.
-Descripció: Semblant a la T. Graeca Ibera però de mida més gran i de coloració més fosca.
- T. graeca terrestris (Forskål, 1775), sin. T. graeca floweri (Bodenheimer, 1935)

-Distribució: Síria, Líban, Israel i Jordània.
-Descripció: També anomenada graeca Golden per tenir la closca daurada, té la closca daurada sense taques negres, la pell groga i les ungles de color crema. Mida petita amb un màxim de 20 cm.
- T. graeca zarudnyi

-Distribució: Birjand (Iran).
-Descripció: La més gran de totes i més allargada, pot arribar als 35 cm, coloració molt fosca tant en la closca com en la pell. Molts experts la consideren com una espècie diferent per ser tan diferent i tan llunyana de les altres.
- T. graeca antakyensis (Perälä, 1996), (Turquia)

- T. graeca armeniaca (Chkhikvadze & Bakradze, 1991), (Armènia)

- T. graeca cyrenicae (Pieh & Perälä, 2002), (Líbia)

- T. graeca flavominimaralis (Highfield & Martin, 1989), (Líbia)

- T. graeca lamberti (Pieh & Perälä, 2004), (Marroc)

- T. graeca marokkensis (Pieh & Perälä, 2004), (Marroc)

- T. graeca nikolskii (Chkhikvadze & Tunijev, 1986), (Caucas)

- T. graeca pallasi (Chkhikvadze & Bakradze, 2002), (Dagestan)

- T. graeca perses (Perälä, 2002), (Zagros)

- T. graeca soussensis (Pieh, 2000), (Marroc)

## Morfologia

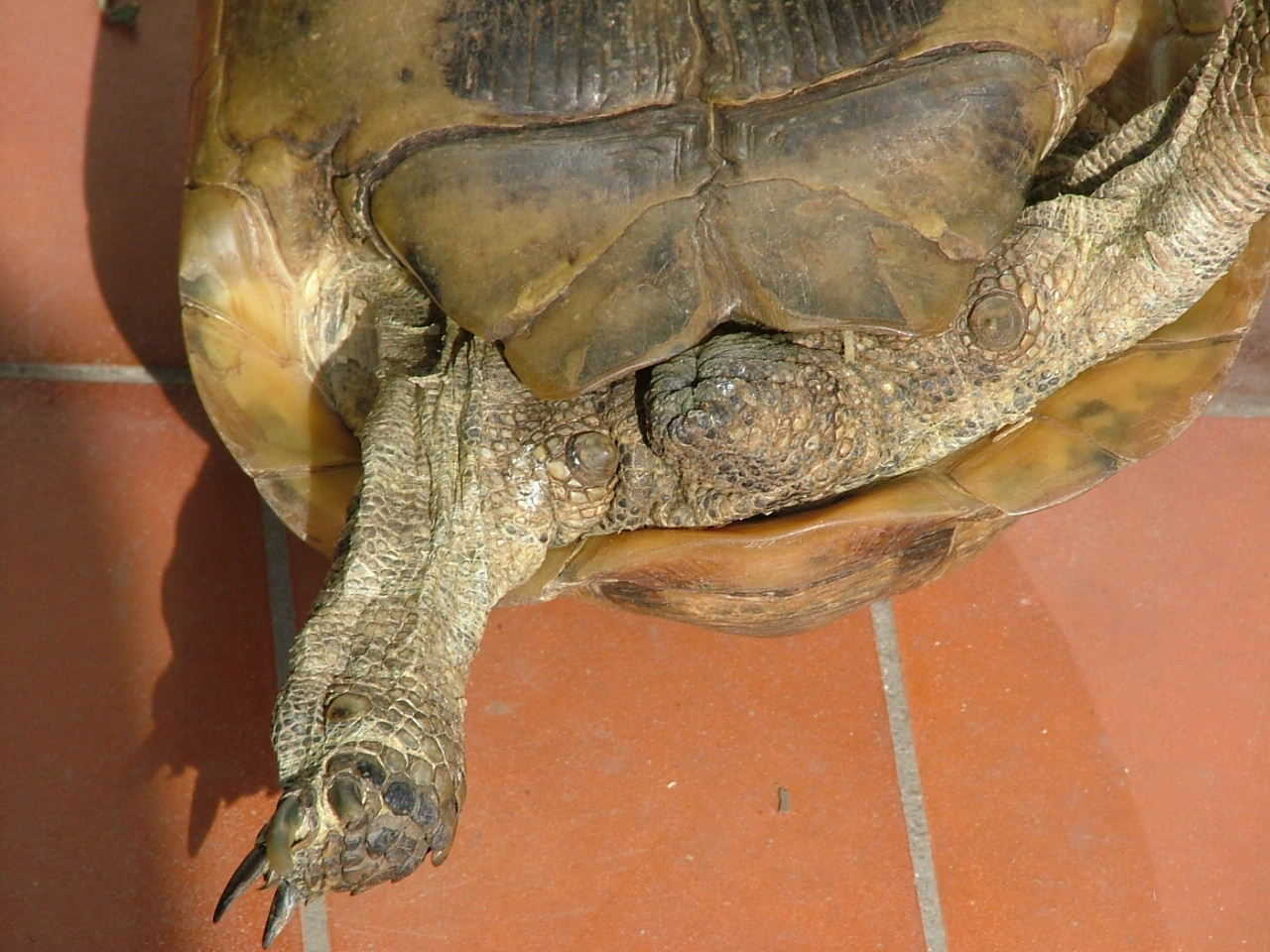
Esperons característics a les cuixes de T. graeca

És una espècie especialment longeva. En estat salvatge és estrany trobar individus de més de 20 anys però en captivitat són freqüents els casos d'exemplars que han arribat als 60 anys. La seva mida varia de manera considerable segons la subespècie. Les femelles són més grans que els mascles. A la península Ibèrica, els mascles mesuren 15 cm i no arriben als 600g de pes; les femelles, 18 cm i 900 g. A Bulgària s'han donat de casos d'exemplars de fins a 7 kg.

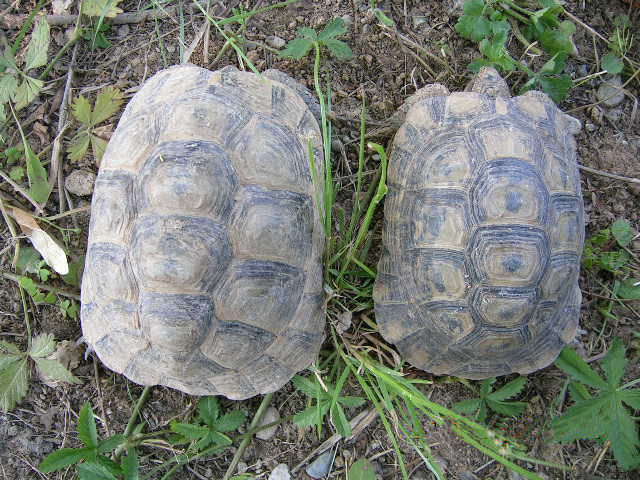
Femella (esquerra) i mascle (dreta) de T. graeca

La seva closca és molt bombada i de tons groguencs a verd oliva. Cada placa sol presentar les vores negres i al seu interior pot presentar una taca també negra. L'esquena (part dorsal de la closca) presenta la placa supracaudal (damunt de la cua) sense dividir, quelcom característic de l'espècie. El ventre de l'animal és groc amb taques negres, més notables en individus joves que en adults, i les escates són més grans que les de l'esquena.
El cap és groc amb taques negres, que a vegades arriben a cobrir totalment. Destaquen dos escates grans i irregulars al cap: la frontal i la prefrontal. Les seves extremitats davanteres estan recobertes en la seva part anterior per diverses files d'escates grans i punxegudes. A les extremitats posteriors les escates són considerablement més petites. Els ulls són saltons com el de les granotes, cosa que les diferencia de les altres espècies del gènere Testudo, que tenen uns ulls més plans com els de les serps.
Tenen 5 ungles a les potes davanteres i 4 en les del darrere. La cua és curta i no té l'ungla terminal cornificada típica d'altres espècies de tortuga. A la part posterior de cada cuixa sobresurt un esperó, a vegades aplanat pel desgast.
Les femelles tarden més a assolir la maduresa sexual, per la qual cosa creixen més durant la seva etapa juvenil i són de mida més gran. Els mascles tenen les escates anals més curtes i desgastades, mentre que en les femelles són llargues i punxegudes. Mentre que en les femelles la placa supracaudal és plana, en els mascles és convexa i està fortament corbada cap endins.

## Diferències respecte aT. hermanni
Els trets que diferencien Testudo graeca de Testudo hermanni són principalment la presència en T. hermanni d'una funda còrnia a l'àpex de la cua tant dels mascles com de les femelles, absent en T. graeca i l'absència dels tubèrculs cornis als costats de les cuixes, característics de T. graeca, tot i que en rares ocasions poden ser presents en alguns exemplars de T. hermanni. En general, T. hermanni presenta una divisió en dues parts del plastró supracaudal, però hi ha molts exemplars sense aquesta partició. Una altra diferència morfològica és que la primera placa vertebral de T. hermanni és més gran que la segona, al contrari de T. graeca, que té la primera placa vertebral més petita que la segona.
Els estudis genètics han demostrat que T. graeca és més propera genèticament a la tortuga marginada que a Testudo hermanni, i que T. hermanni és més propera a la tortuga de Horsfield que a T. graeca, per aquesta raó s'ha proposat dividir el gènere Testudo amb el grup Agrionemys, que inclou T. hermanni i T. horsfieldii, i el grup de T. marginata, T. graeca i Testudo kleinmanni.

## Dimorfisme sexual

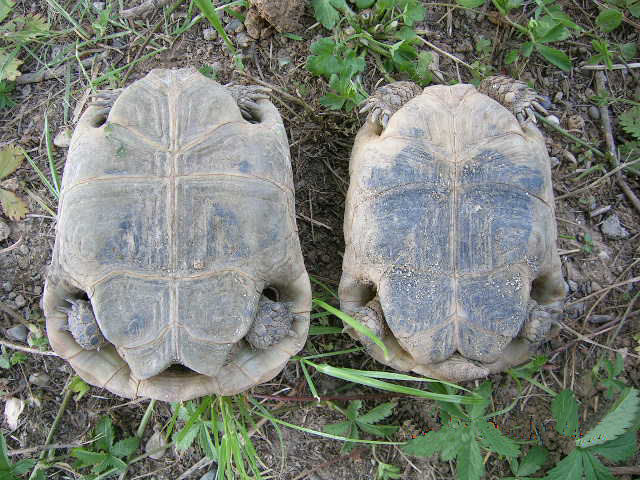
Dimorfisme sexual, femella (esquerra) mascle (dreta) de T. graeca.

La diferenciació de mascles i femelles s'efectua per mitjà dels caràcters sexuals secundaris. Els mascles, de mida més petita, tenen una cua llarga, robusta i gruixuda a la base. En les femelles, la cua és petita i a vegades tenen el plastró mòbil. La distància de l'obertura de la cloaca a la base de la cua és més gran en els mascles. Els mascles adults presenten una concavitat al plastró per facilitar que la femella munti la seva cuirassa. El plastró de les femelles i dels exemplars joves i subadults és pla; l'angle que formen les escates anals del plastró és molt més gran en els mascles, però en les femelles, aquestes escates són més altes. L'escata supracaudal del mascle és corbada a la part baixa, mentre que la de les femelles queda alineada amb la cuirassa.

## Reproducció

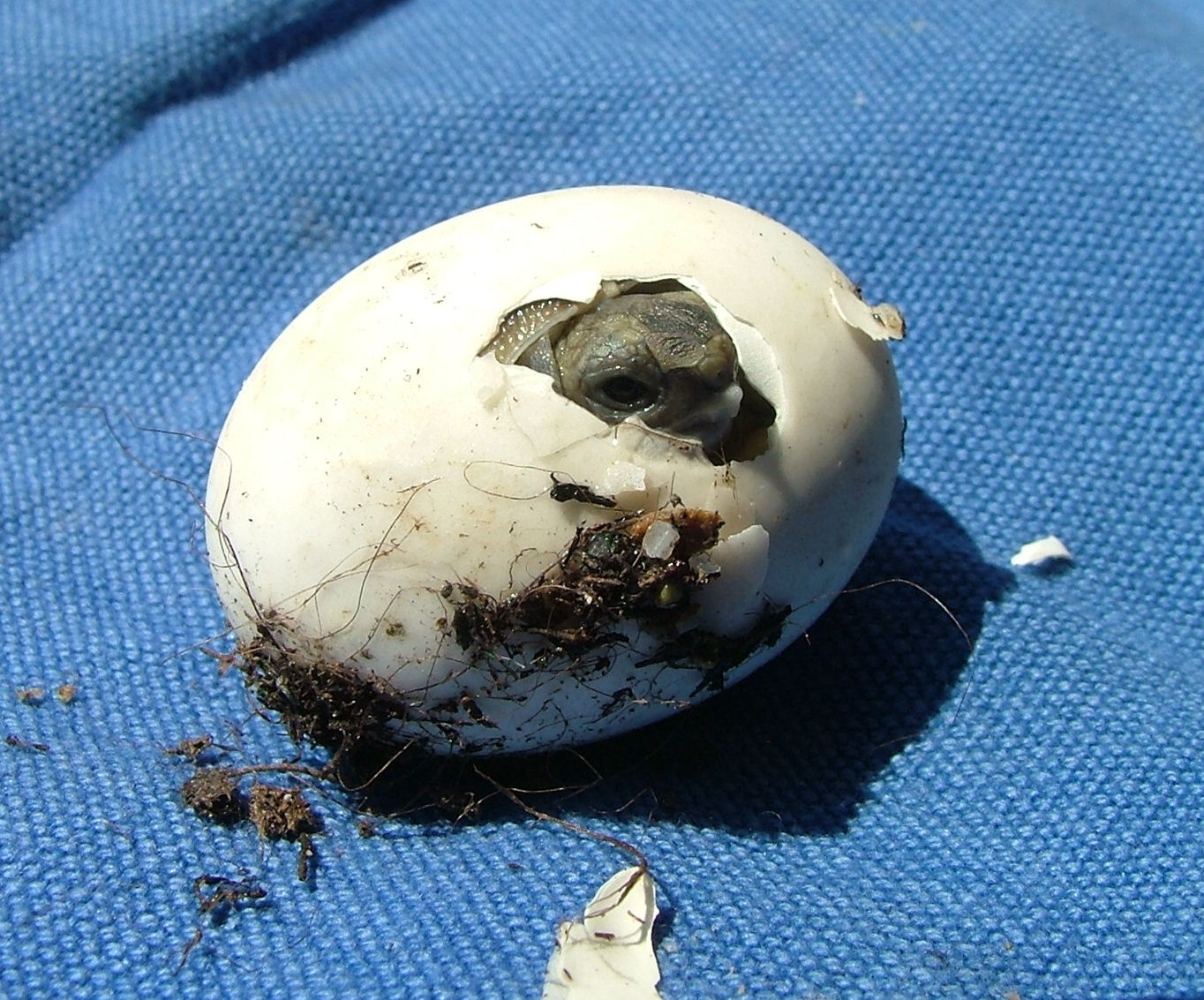
Eclosió de l'ou

Després de la hibernació el mascle persegueix la femella fent cops a la closca fins que es queda quieta, 
el mascle de T. graeca és molt agressiu tant amb la femella com amb altres mascles.
El mascle pot fer diverses còpules al dia amb més d'una femella. La femella pot conservar l'esperma fins a quatre anys i acumula l'esperma de diferents mascles. El mascle arriba a la maduresa sexual als 6 o 7 anys. La femella no arriba a la maduresa sexual fins als 8 o 10 anys i fa tres postes entre maig i juliol. La incubació dura uns tres mesos, amb temperatures inferiors a 30,5 °C neixen més mascles i amb temperatures superiors neixen més femelles. Temperatures inferiors a 26 °C o superiors a 33 °C provoquen malformacions o la mort de l'embrió. Al moment de l'eclosió, sovint facilitat per un dia plujós, la cria utilitza per trencar la closca l'anomenada "dent d'ou", un tubercle corni situat entre el nas i el maxil·lar superior destinat a desaparèixer en pocs dies. La sortida de l'ou pot durar 48 hores fins que absorbeix el sac vitel·lí per complet.

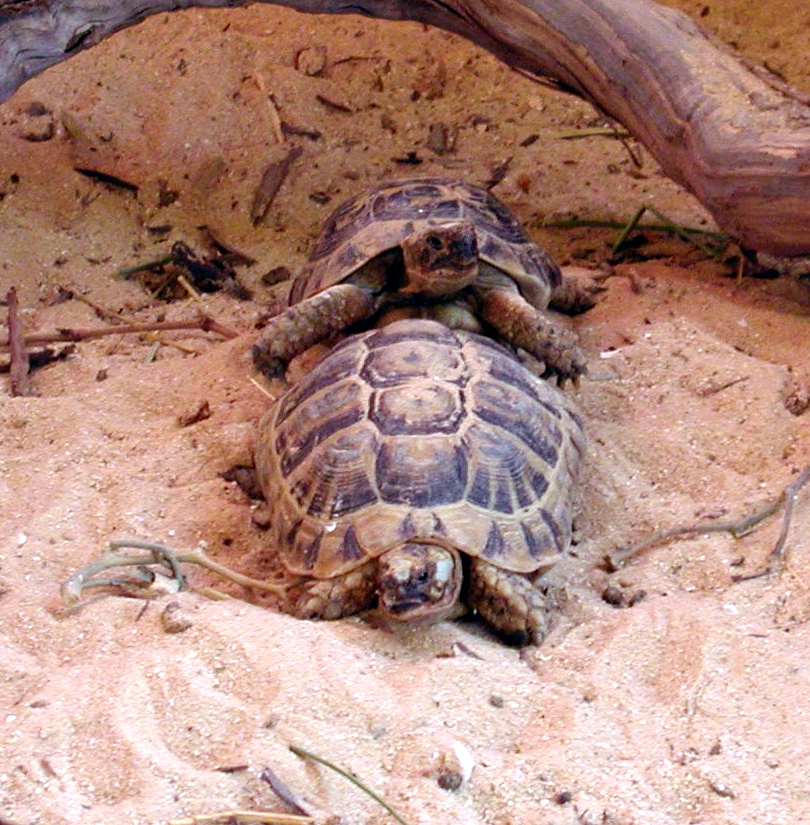
Aparellament de T. graeca.

## Alimentació
Es tracta de rèptils purament herbívors. Els exemplars salvatges viuen en un hàbitat que es caracteritza per llargs períodes de sequera que els obliga a alimentar-se d'herbes seques. En aquests casos, complementen la seva dieta menjant-se artròpodes o cargols; aquests darrer els mengen pel calci que porta la closca. El seu aliment és principalment vegetarià encara que la complementa amb certs invertebrats ocasionalment. La seva alimentació ha de ser basada en vegetals i hortalisses. Segons estudis de CARAPAX la seva alimentació es basa en més de 60 espècies herbàcies diferents, i es compon d'una alta proporció de fibra i calci i una baixa proporció de proteïna. Tolera malament la fruita, ja que li produeix diarrea i multiplicació de paràsits, i porta massa sucre i poc calci. Consumeix diverses varietats de cactus i de figues de moro.

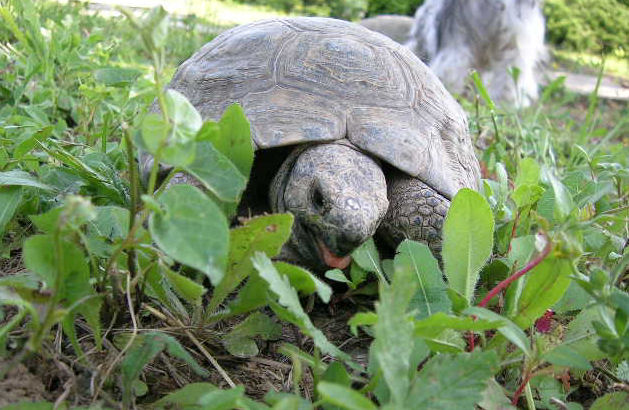
T. graeca de 50 anys menjant plantes silvestres, la base de la seva alimentació.

Els exemplars criats en captivitat són generalment sobrealimentats. No se'ls ha de donar mai carn, llet, formatge, menjar per gossos o gats, ous, pa, cítrics ni kiwis. També els cal beure aigua i han de tenir a prop aigua neta per a poder beure i banyar-se.
La base de la seva alimentació són les plantes silvestres: alfals, cards, dent de lleó, plantatge, trèvol, milenrama, mareselva, romaní, fulles de morera, sàlvia, melissa, xicoira, xicoira amarga i la xicoira vermella són algunes de les verdures aptes per a péixer les tortugues gràcies a la seva riquesa en calci respecte al fòsfor i mercè a les fibres que contenen. Altes dosis de proteïnes o de fòsfor juntament amb una minsa ingestió de calci provoquen deformacions permanents de la cuirassa i danys als òrgans interns.
Un símptoma evident de mala alimentació és una cuirassa amb les escates punxegudes i estriades a les sutures, un fenomen conegut com a piramidalització. En canvi, una cuirassa llisa i de forma ovalada indica una alimentació correcta.

## Hibernació, estivació i comportament
Les tortugues són animals ectotèrmics que s'estenen al sol durant les primeres hores del dia per escalfar el seu cos i activar-ne les funcions metabòliques. L'exposició a la llum solar els permet absorbir els rajos ultraviolats necessaris per la síntesi de la vitamina D. Un cop arriben a la temperatura corporal necessària per activar els enzims lligats a la digestió, les tortugues es dediquen a cercar aliments. A temperatures atmosfèriques superiors a 27 °C, esdevenen apàtiques i proven de refrescar-se excavant petits forats coberts per vegetació baixa o amagant-se en petites esquerdes. Quan tornen a baixar les temperatures, esdevenen actives de nou. A les zones d'estiu més tòrrid (Nord d'Àfrica, pròxim orient) la Testudo graeca acostuma a estivar algunes setmanes o mesos esperant que refresqui.
A la tardor, amb la baixada de les temperatures, els rèptils deixen d'alimentar-se durant fins a vint dies per poder buidar completament l'intestí de restes de menjar. Es van tornant més apàtics i, al novembre o desembre, segons la latitud, comencen a enterrar-se o refugiar-se en llocs protegits i cauen en un estat d'hibernació. La temperatura ideal per la hibernació és de 5 °C. Temperatures inferiors a 2 °C provoquen danys cerebrals o la mort, mentre que si són superiors a 10 °C porten la tortuga a un estat de subhibernació, perillós ja que l'animal consumeix més ràpidament les reserves de greix que li han de durar tot l'hivern. En estat natural, les tortugues s'enterren a entre deu i vint centímetres de profunditat.
La hibernació o l'estivació és una fase metabòlica vital per aquesta espècie, i l'única cosa que la pot impedir és una malaltia o una altra circumstància debilitant.
De fet, la principal causa de mort en el cas d'exemplars que han d'hivernar en espais interiors preparats per criadors afeccionats és la temperatura, que és massa alta per permetre la hibernació però massa baixa perquè l'animal es continuï alimentant.
En una situació així, si es vol mantenir l'animal actiu, caldrà col·locar-lo dins un terrari escalfat amb un punt càlid a 28 °C i un punt fresc i ombrejat a 18 °C, amb un substrat d'uns cinc centímetres de profunditat compost d'un 40% de torba oligotròfica, un 40% d'humus (sense fertilitzants ni pesticides) i un 20% de terra de riu. És essencial que hi hagi una làmpada de rajos ultraviolats especial per rèptils, necessària per a la síntesi de vitamina D, essencial per a fixar el calci.[6]
Si, en canvi, es prefereix una hibernació controlada, caldrà posar la tortuga en un contenidor protegit dels rosegadors amb una xarxa metàl·lica, ple del mateix tipus de substrat que es descriu al paràgraf anterior. El contenidor s'haurà de posar en un espai fosc amb temperatures entre 4 i 8 °C i una humiditat ambiental d'aproximadament un 70%. Les tortugues se solen despertar al mes de març, quan les temperatures es tornen més càlides.

## Hàbitat
La tortuga mora habita en paratges àrids amb escasses precipitacions, on predominen els matolls i arbusts petits. Caracteritzats per hiverns suaus amb precipitacions moderades, i estius secs amb temperatures elevades. Aquesta espècie troba refugi i aliment a la vegetació baixa i els matolls de les garrigues, als arbusts de les màquies mediterrànies i al sotabosc, arribant fins a altituds temperades.

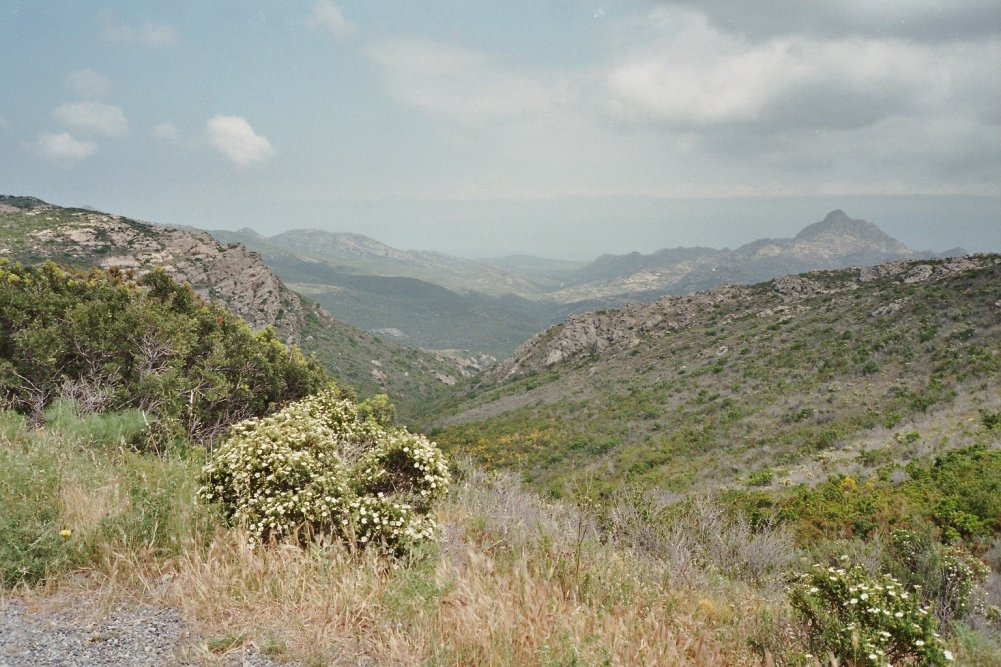
Màquia mediterrània

## Situació a Espanya
Després d'anàlisis genètiques s'ha demostrat que no existeixen diferències entre les poblacions espanyoles i les del nord d'Àfrica. A més, tampoc s'han trobat restes fòssils als nombrosos jaciments pleistocè estudiats ni a la península ni a les Balears. Si les poblacions espanyoles s'haguessin separat de les africanes quan es va obrir l'estret de Gibraltar (ara fa al voltant de 5,5 milions d'anys), seria d'esperar que l'aïllament hagués produït diferències genètiques, situació que no s'ha donat. Per tant, les proves apunten a una introducció humana en un període recent, potser durant la dominació musulmana. La subespècie espanyola s'anomena Testudo graeca graeca.
En l'actualitat només existeixen 3 poblacions a la península Ibèrica, 2 al sud de la península i 1 residual a Mallorca. De les dues poblacions peninsulars, la que té una distribució més gran es troba al sud de la província de Múrcia i el nord d'Almeria. A Múrcia es troba fonamentalment en dos nuclis disjunts, la Serra de Torrecilla i les Serres d'Almenara, Cantar i Carrasquilla. També en el Parc Natural de Cabo Cope i Puntas de Calnegre.
L'altra població a la península es troba a Doñana. I l'única població balear es troba en un petit enclavament d'uns 100 km² a Calvià.
La tortuga grega es troba, doncs, en greu perill a la península Ibèrica. Les causes de la seva regressió són diverses: la pressió de l'home sobre el seu hàbitat per pràctiques agrícoles, els incendis forestals i, sobretot, l'urbanisme salvatge. Ha estat catalogada d'interès especial per la legislació espanyola.

## Legislació
L'espècie està inclosa a la Red List d'espècies amenaçades d'extinció, com totes les espècies del gènere Testudo. La tortuga grega està protegida per la Convenció de Berna. També està inclosa a la CITES i al Reglament (CE) 1332/2005 de la Comunitat Europea, de manera que en queda absolutament prohibida la captura d'exemplars salvatges i n'està reglamentada la cria i el comerç d'exemplars en captivitat.